# ريك ويكمان
ريتشارد كريستوفر ريك ويكمان (بالإنجليزية: Richard Christopher "Rick" Wakeman)‏ هو موسيقي وكاتب أغاني ومذيع وكاتب إنجليزي ولد في يوم 18 مايو 1949 في لندن. أشتهر بكونه أحد أعضاء فرقة يس البريطانية وألتي نشطت من سنة 1971 إلى سنة 2004 مع كل من جون دافيسون وستيف هو وجيف داونس وألان وايت وبيلي شيروود.

## روابط خارجية
- ريك ويكمان على موقع IMDb (الإنجليزية)
- ريك ويكمان على موقع الموسوعة البريطانية (الإنجليزية)
- ريك ويكمان على موقع ميوزك برينز (الإنجليزية)
- ريك ويكمان على موقع إن إن دي بي (الإنجليزية)
- ريك ويكمان على موقع أول ميوزيك (الإنجليزية)
- ريك ويكمان على موقع ديسكوغز (الإنجليزية)
- ريك ويكمان على موقع قاعدة بيانات الفيلم (الإنجليزية)